# Out of the Snows
Out of the Snows è un film muto del 1920 diretto e interpretato da Ralph Ince nel ruolo di una Giubba rossa. Presentato da Lewis J. Selznick, il film - che era ambientato nei territori del Nord Ovest canadese - aveva come altri interpreti Zena Keefe, Pat Hartigan, Gladys Coburn, Huntley Gordon.

## Trama
Membro della polizia a cavallo canadese, Robert Holliday è fidanzato con Ruth Hardy, una giovane rimasta orfana dopo la morte del padre. Alla vigilia del matrimonio, Ruth viene a sapere da John Blakeman che lui e suo padre erano stati soci nel traffico di pellicce, fino a quando suo padre non era rimasto ucciso proprio da Robert durante una sparatoria tra polizia e contrabbandieri. Scossa da quella rivelazione, Ruth manda al fidanzato un biglietto di addio e parte con Blakeman per una stazione commerciale che si trova sul Sampson's Pass. Quando Robert, in seguito, viene inviato in servizio al passo, si mette alla ricerca dell'ex fidanzata. Ma Blakeman lo avverte di starne lontano. Nel frattempo, Anitah, una mezzosangue, innamorata di Robert, uccide un uomo che la molestava e a Robert viene ordinato di arrestarla; lui, dopo essere riuscito a prenderla, viene a sapere da Anitah che il vero assassino di Hardy è stato proprio Blakeman. Il mountie, allora, si mette sulle tracce del cacciatore che verrà ucciso mentre tenta di scappare. Ora, con le prove della colpevolezza di Blakeman che gli ha fornito Anitah, Robert può ritornare da Ruth e riconciliarsi con lei.

## Produzione
Il film fu prodotto dalla National Picture Theatres Inc. con il titolo di lavorazione The Law Bringers.

## Distribuzione
Il copyright del film, richiesto dalla National Picture Theatres, Inc., fu registrato il 3 settembre 1920 con il numero LP15760. Distribuito dalla Select Pictures Corporation, il film uscì nelle sale statunitensi il 23 agosto 1920.
Copia completa della pellicola si trova conservata negli archivi della Cinémathèque Royale de Belgique di Bruxelles.